# Перес, Мария
Мария Перес Гарсия (исп. María Pérez García; род. 29 апреля 1996, Орсе, Андалусия) − испанская легкоатлетка, серебряная призёрка летних Олимпийских игр 2024 года, чемпионка мира 2023 года, чемпионка Европы 2018 года. Участница летних Олимпийских игр 2020 года в Токио.

## Биография
Родилась 29 апреля 1996 года в городе Орсе в Гранаде.
Перес завоевал золотую медаль на чемпионате Европы по легкой атлетике 2018 года, установив при этом рекорд чемпионата. Является обладательницей мирового рекорда в ходьбе на 35 км с результатом 2:37:15, установила 21 мая 2023 года на командном чемпионате Европы по спортивной ходьбе в Подебрадах, Чехия.
Перес завоевал семь титулов чемпиона Испании в национальных гонках.
На Олимпийских играх 2020 в Токио на дистанции 20 км, со временем 1:30:05 стала четвёртой.
В 2023 году на чемпионате мира по лёгкой атлетике, который состоялся в Будапеште, испанская спортсменка, в спортивной ходьбе на 20 километров с результатом 1:26:51 стала золотой медалисткой чемпионата мира.Через несколько дней на дистанции 35 километров испанка вновь стала чемпионом, выиграв с рекордом чемпионатов 2:38:40.
На летних Олимпийских играх 2024 года в Париже, испанская спортсменка завоевала серебряную олимпийскую медаль, преодолев дистанцию в 20 километров за 1:26:19.